# Autorenkürzel der Botaniker und Mykologen
Die Autorenkürzel der Botaniker und Mykologen sind weltweit verwendete Namenskürzel für Autoren von botanischen oder mykologischen Erstbeschreibungen und Umkombinationen von Taxa.
Das maßgebliche Regel- und Empfehlungswerk für die Benennung von Organismen, die der Botanik zugehören (Algen, Pflanzen und Pilze), ist der Internationale Code der Botanischen Nomenklatur, abgekürzt ICBN oder ICN.
Früher wurden die Abkürzungen uneinheitlich gehandhabt, da es keinen international anerkannten Standard gab. Mittlerweile ist es international gängige Praxis geworden, die Abkürzungen gemäß dem 1992 erschienenen Standardwerk Authors of Plant Names von Richard Kenneth Brummitt und C. Emma Powell zu verwenden. Seit 1998 wird dieses Werk auch als Datenbank innerhalb des International Plant Name Index „IPNI“ bei den Royal Botanic Gardens in Kew geführt.